# 火绒安全软件
火绒安全软件（原名火绒互联网安全软件），常被简称为火绒，是火绒公司推出的一款Windows操作系统下的个人電腦安全软件。主要功能有清除恶意软件、扫描电脑病毒、修补系统漏洞、清理系统垃圾、安全防护功能、自定义规则等。

## 历史
2011年9月——“火绒安全实验室”成立
2012年8月——火绒安全实验室发布第一款产品，专供安全专业人士使用的“火绒剑-互联网安全分析工具”
2012年12月——火绒安全实验室发布针对PC个人市场的主打产品“火绒互联网安全软件1.0版”，后改名为“火绒安全软件”
2013年10月——火绒安全实验室发布“火绒安全软件2.0版”
2014年7月——火绒安全实验室发布“火绒安全软件2.5版”，并正式推向市场
2015年9月——火绒安全实验室加入微软VIA（Virus Information Alliance）
2015年10月——火绒安全实验室加入微软MVI（Microsoft Virus Initiative），成为微软的安全合作伙伴
2015年11月——火绒安全实验室发布“火绒安全软件3.0版”
2016年1月——火绒安全实验室和联想展开深度技术合作
2016年10月——火绒安全实验室发布“火绒安全软件4.0版”
2017年5月——火绒安全实验室和绿盟、深信服等企业进行深度技术合作
2017年8月——火绒安全实验室完成首轮Pre A融资，并和天融信成为战略合作伙伴
2017年10月——火绒安全实验室首款企业级产品“火绒终端安全管理系统1.0版”打造完毕
2018年3月——火绒安全实验室火绒宣布“关停流量业务”
2018年5月——火绒安全实验室“火绒终端安全管理系统1.0版”正式发布
2019年4月——对奇安信、杰思进行引擎技术赋能
2019年7月——火绒安全实验室发布“火绒安全软件5.0版”
2020年7月——火绒优化反病毒引擎，大幅度提高扫描速度
2020年8月——火绒反病毒引擎全部技术完成对国产芯片适配
2020年9月——对安恒信息、安天进行引擎技术赋能
2020年11月——火绒宣布彻底查杀广告软件，首批包含50余款
2021年6月——首款Mac终端产品“火绒剑Mac版”正式上线
2021年8月——“火绒终端安全管理系统V2.0”正式发布
2021年10月——火绒安全加入微软MAPP计划
2021年12月——火绒安全入选数世咨询发布的“2021年度中国数字安全能力图谱”；火绒安全荣获雷峰网“2021最佳安全技术方案奖”
2022年3月——火绒安全入围安全牛《中国网络安全行业全景图（第九版）》；火绒安全获得国际权威机构OPSWAT颁发的Anti-Malware黄金认证
2022年5月——火绒安全入选信通院“网络安全能力评价工作组”首批成员单位
2023年5月——火绒安全加入统信UOS主动安全防护计划
2023年6月——火绒安全入选《2023年中国网络安全市场全景图》端点安全推荐品牌；火绒安全上榜2023中国数字安全专精特新100强
2024年6月——火绒安全软件再迭代，6.0版本正式上线

## 主要功能
火绒安全软件的主要功能是维护电脑安全、防止流氓软件与病毒软件入侵。一般认为，火绒更加适合阻挡流氓软件，因為它没有像360杀毒、Avast等杀毒软件的丰富的病毒库。火绒安全软件可以捕捉并阻止一些软件安装包或高速下载器在安装时的捆绑行为。

### 自定义规则防护
火绒安全软件支持自定义规则防护，用户可自行编写或在火绒论坛的用户规则分享区 （页面存档备份，存于）导入其他用户分享的规则。

### 样本入库理念
火绒安全对样本的处理方式有别于多数有云查杀功能的杀毒软件，其认为查杀率与误杀率同样重要，对近期活跃病毒、确认真实的病毒进行入库，不对白文件、加强壳文件、易语言程序等直接粗暴地报毒。

### 兼容性
根据火绒安全官方公告，火绒安全软件4.0与Comodo全系列、Outpost Firewall或Avast共存时存在冲突，用户不应同时使用。

### 弹窗拦截
与众多安全软件一样，火绒安全软件具有弹窗拦截功能，可以拦截流氓软件的广告等弹窗。弹窗拦截开启后会自动扫描出电脑软件中出现的广告弹窗，并开始自动拦截。
与一些别的弹窗拦截程序不一样，火绒的弹窗拦截还提供窗口记录的功能，以便用户更彻底地拦截弹窗。这是因为有一部分弹窗，弹窗拦截未检测显示，并且弹窗经常一闪而过，难以通过截图拦截捕捉到该弹窗。此时可以开启窗口记录，在下次再出现该弹窗后，就可在窗口记录中找到该弹窗并开启拦截。

### 火絨劍
火絨劍（火絨劍網路安全分析工具）是一個面向电脑安全从业者和爱好者的，可以分析和管理電腦资源、安全狀況的工具。
2023年11月21日，火绒官方宣布火绒安全软件5.0.75.0版本起将下线该功能，理由是工具屡遭骇客恶意利用，用以强制结束安全软件。已经下载的火绒剑独立版也将陆续被停用。
火绒6.0内测版本中，火絨劍功能改版回归。

## 相关事件

### 腾讯推广报毒
2017年12月，火绒安全软件对腾讯官方程序进行报毒、自动拦截引发众议。随后腾讯公司创始人马化腾先生回复：“自查了，确实是我们团队违规出问题了，已严格要求整改和道歉。”本次事件的起因是火绒安全软件检测到腾讯QQ在启动过程中，会通过“QQ安全防护进程（Q盾）”的保护程序释放病毒“TrojanDownloader/Popeng.a”，随后会弹出窗口，若用户点击该窗口会自行安装QQ浏览器和腾讯电脑管家。12月26日，腾讯电脑管家团队发表公开道歉声明，并对软件进行了修正。

### 2345报毒
火绒安全软件发现，2345主页及其附属软件存在捆绑、窃取隐私等行为，其中相当一部分被认为是病毒行为。

### 金山毒霸报毒
火绒接用户反馈，对金山毒霸软件“不请自来”（未经用户同意就直接静默安装到计算机中）的问题进行调查，发现金山毒霸利用了病毒“Mint”“BlackRain”等进行传播，其中“Mint”曾在2018年被金山猎豹安全团队披露过。

### U深度PE报毒
火绒在文章《你还在用“加了料”的系统还原工具吗？》中指出，U深度等系统安装程序，存在明显的软件捆绑现象，安装的系统会自动删除360安全卫士、火绒安全软件等安全软件。

### 驱动人生诉讼
2023年6月19日，火绒在官方网站及社交媒体上发表声明称，根据广东省深圳市中级人民法院的（2022）粤03民终30210号民事判决之要求，火绒网络科技有限公司声明，公司发布的标题为《“驱动人生”蠕虫病毒出现新变种：可严重威胁 Linux 终端》的文章，内容中的“驱动人生”蠕虫病毒与深圳市驱动人生科技股份有限公司或其相关软件不存在必然直接关联，以“驱动人生”指代该类病毒或对该类病毒命名属于误导信息，损害了驱动人生公司的商业信誉和商业声誉，构成商业诋毁，对此进行澄清，并删除了上述文章。

### explorer.exe报毒
2024年2月18日，火绒在其官方网站发布声明称，微软补丁更新后触发火绒先前查杀特征，导致explorer.exe被误报毒。该问题涉及Windows10的22H2的64位和32位版本，且已于2024年1月12日紧急升级病毒库和提供修复方法解决。有技术分析引述意见，认为是微软为了解决360的应用在任务栏注入搜索框组件导致显示兼容性问题，通过补丁更新在explorer.exe中加入了检测360安全应用进程的功能，这个新增功能因此误触发了火绒的安全检测而导致误删。